# Vilarinho das Cambas
Vilarinho das Cambas ist eine portugiesische Gemeinde (Freguesia) im nordportugiesischen Kreis Vila Nova de Famalicão. In ihr leben 1485 Einwohner (Stand 19. April 2021).
Das Ortsbild wird geprägt von der katholischen Kirche Igreja de Vilarinho das Cambas, die zwischen 1954 und 1963 neu errichtet wurde. 